# ليالي حياتي (ألبوم)
ليالي حياتي هو الألبوم السابع الرسمي للمطربة المصرية شيرين وجدي تم إنتاج الألبوم وتوزيعه من قبل شركة روتانا.

## الأغاني
- مين عارف
- روح يا ليل
- طريقتى ومجرباها
- يا عم سيبك
- قابلتك مرة واحده
- ادى اللى انا حبيته
- انا بقى
- لو في يوم حلمت
- لو يوم بيعدي
- ليالي حياتي